# Sado (Niigata)
Sado (佐渡市 Sado-shi?) es una ciudad en la prefectura de Niigata, Japón, localizada en la isla de Sado (佐渡島 Sado-shima/Sado-ga-shima?). El 1 de marzo de 2021 tenía una población estimada de 54 304 habitantes y una densidad de población de 63 personas por km². La ciudad actual (市) que cubre toda la isla se estableció el 1 de marzo de 2004 a partir de una fusión de todos los municipios restantes en la isla: la ciudad de Ryōtsu, los pueblos de Aikawa, Kanai, Sawata, Hatano, Mano, Hamochi y Ogi, y las villas de Niibo y Akadomari.

## Geografía
Sado se encuentra en el noroeste de la prefectura de Niigata, en aguas del mar de Japón, separada de Honshū por el estrecho de Sado.

## Historia
La gran cantidad de artefactos de cerámica encontrados cerca de Ogi en el sur de la isla demuestran que Sado estuvo poblado ya en el período Jōmon. La isla formó una provincia distinta, la provincia de Sado, separada de la provincia de Echigo en Honshū, a principios del siglo viii. El gobierno del clan Honma en Sado duró hasta que Uesugi Kagekatsu tomó el control de la isla en 1589. Después de la derrota de los Uesugi en Sekigahara y el descubrimiento de oro en la isla, el shogunato tomó el control directo de la isla. La isla fue durante un corto tiempo una prefectura independiente, llamada prefectura de Aikawa, entre 1871 y 1876, durante la era Meiji. Luego se convirtió en parte de la prefectura de Niigata, hasta la actualidad.

## Demografía
Según los datos del censo japonés, la población de Sado ha disminuido constantemente en los últimos 70 años.
| Gráfica de evolución demográfica de Sado entre 1940 y 2015 |
|                                                            |
| Oficina de Estadísticas de Japón                           |